# Callygris
Callygris is een geslacht van vlinders van de familie spanners (Geometridae), uit de onderfamilie Larentiinae.

## Soorten
- C. compositata Guenée, 1857
- C. intersectaria Leech, 1897